# Records de Russie de cyclisme sur piste
Les records de Russie de cyclisme sur piste sont les meilleures performances réalisées par les pistards russes.

## Hommes
| Épreuve                                         | Record   | Cycliste                                             | Date            | Compétition            | Lieu                      | Ref   |
| ----------------------------------------------- | -------- | ---------------------------------------------------- | --------------- | ---------------------- | ------------------------- | ----- |
| Sprint sur 200 mètres, départ lancé             | 9.331    | Denis Dmitriev                                       | 4 août 2021     | Jeux olympiques        | Izu, Japon                | [ 1 ] |
| Kilomètre contre-la-montre, départ arrêté       | 1:00.310 | Andrey Kubeev                                        | 7 décembre 2013 | Coupe du monde         | Aguascalientes, Mexique   | [ 2 ] |
| Sprint sur 750 mètres par équipes départ arrêté | 42.886   | Denis Dmitriev Alexander Sharapov Pavel Yakushevskiy | 26 février 2020 | Championnats du monde  | Berlin, Allemagne         | [ 3 ] |
| Poursuite individuelle sur 4 000 mètres         | 4:05.549 | Lev Gonov                                            | 22 janvier 2022 | Coupe de Russie        | Saint-Pétersbourg, Russie | [ 4 ] |
| Poursuite par équipes sur 4 000 mètres          | 3:47.315 | Nikita Bersenev Ivan Smirnov Lev Gonov Gleb Syritsa  | 30 octobre 2020 | Championnats de Russie | Saint-Pétersbourg, Russie | [ 5 ] |

## Femmes
| Épreuve                                         | Record   | Cycliste                                                              | Date             | Compétition           | Lieu                      | Ref    |
| ----------------------------------------------- | -------- | --------------------------------------------------------------------- | ---------------- | --------------------- | ------------------------- | ------ |
| Sprint sur 200 mètres, départ lancé             | 10.354   | Daria Shmeleva                                                        | 17 décembre 2022 |                       | Moscou, Russie            | [ 6 ]  |
| Contre-la-montre sur 500 mètres, départ arrêté  | 32.720   | Anastasiia Voinova                                                    | 15 novembre 2020 | Championnats d'Europe | Plovdiv, Bulgarie         | [ 7 ]  |
| Sprint sur 500 mètres par équipes départ arrêté | 32.249   | Daria Shmeleva Anastasiia Voinova                                     | 2 août 2021      | Jeux olympiques       | Izu, Japon                | [ 9 ]  |
| Sprint sur 750 mètres par équipes départ arrêté | 46.718   | Natalia Antonova Daria Shmeleva Yana Tyshchenko                       | 20 octobre 2021  | Championnats du monde | Roubaix, France           | [ 10 ] |
| Poursuite individuelle sur 3 000 mètres         | 3:31.190 | Alena Ivanchenko                                                      | 22 janvier 2022  | Coupe de Russie       | Saint-Pétersbourg, Russie | [ 4 ]  |
| Poursuite par équipes sur 3 000 mètres          | 3:22.086 | Venera Absalyamova Victoria Kondel Evgenia Romanyuta                  | 4 novembre 2011  | Coupe du monde        | Astana, Kazakhstan        | [ 12 ] |
| Poursuite par équipes sur 4 000 mètres          | 4:22.427 | Inna Abaidullina Alena Ivanchenko Maria Novolodskaya Valeria Valgonen | 6 octobre 2021   | Championnats d'Europe | Granges, Suisse           | [ 13 ] |